# Macrocentrus clypeatus
Macrocentrus clypeatus är en stekelart som beskrevs av Muesebeck 1932. Macrocentrus clypeatus ingår i släktet Macrocentrus och familjen bracksteklar. Inga underarter finns listade i Catalogue of Life.